# NGC 7043
NGC 7043 é uma galáxia espiral barrada (SBa) localizada na direcção da constelação de Pegasus. Possui uma declinação de +13° 37' 35" e uma ascensão recta de 21 horas, 14 minutos e 04,2 segundos.
A galáxia NGC 7043 foi descoberta em 18 de Agosto de 1863 por Albert Marth.